# A War Against You
A War Against You ist das fünfte Studioalbum der US-amerikanischen Melodic-Hardcore-Band Ignite. Es erschien am 8. Januar 2016 über Century Media und brachte der Band die erste Chartplatzierung ihrer Karriere.

## Entstehung
Das Album erschien fast zehn Jahre nach dem Vorgängeralbum Our Darkest Days. Laut des Bassisten Brett Rasmussen waren Ignite nach der Veröffentlichung rund dreieinhalb Jahre auf Tournee. Darüber hinaus ersetzte Sänger Zoltán Téglás zwischen 2009 und 2012 Jim Lindberg als Sänger der Band Pennywise. Im Oktober 2012 stieg Téglás wieder bei Pennywise aus, da er wegen Rückenproblemen mehrere Konzerte absagen musste. Erst im Jahre 2013 begannen Ignite mit den Arbeiten an einem neuen Studioalbum. Laut Zoltán Téglás war die Entstehung des Albums eine schwere Geburt, da Téglás Vorstellungen von den neuen Liedern von denen seiner Mitmusiker abwichen. Im Proberaum wäre es zu zahlreichen Streitereien gekommen.
Produziert wurde A War Against You von Cameron Webb, der unter anderem auch schon für Motörhead, Megadeth und Zebrahead gearbeitet hat. Webb hatte bereits die beiden Vorgängeralben A Place Called Home und Our Darkest Days produziert. Die Aufnahmen für das Album fanden in den Maple Sound Studios im kalifornischen Santa Ana statt. Nach eigener Aussage musste Téglás noch 5.000 Dollar aus eigener Tasche bezahlen, damit das Album überhaupt aufgenommen und veröffentlicht werden kann. Das Album enthält einen Hidden Track. Dabei handelt es sich um das Lied Where I’m From, das jedoch einen Text in Ungarisch enthält.
Das Album wurde als reguläre CD sowie im limitierten Digipak mit einem Bonustrack veröffentlicht. Darüber hinaus wurde ein weltweit auf 3.000 Exemplare limitiertes Boxset veröffentlicht, welches das Album als Digipak, einen Schlüsselanhänger, mehrere Anstecknadeln sowie ein Poster enthält. Am 4. Dezember 2015 veröffentlichte die Band die limitierte 7″-Single Nothing Can Stop Me. Die B-Seite der Single enthält die Lieder Bleeding und die U2-Coverversion Sunday Blood Sunday. Beide Lieder stammen von der DVD Our Darkest Days Live.

## Hintergrund
Der Albumtitel ist laut Brett Rasmussen eine Anspielung auf diverse Kampagnen der Bundesregierung der Vereinigten Staaten. Als Beispiele nannte Rasmussen den War on Drugs („Krieg gegen Drogen“) oder den War on Terror („Krieg gegen den Terrorismus“). Darüber hinaus würde sich der Albumtitel mit den Massenmedien beschäftigen, die sich durch das Aufkommen von Social Media wie Facebook, Twitter und Instagram verändert hat und die Menschen stark beeinflusst. In Nothing Can Stop Me geht es um einen Freund der Band, der gegen eine Krebserkrankung ankämpft. Oh No Not Again ist ein Anti-Kriegslied.

„Warum hat niemand aus den ersten beiden Weltkriegen gelernt? Krieg löst keine Probleme, dass könnte nicht offensichtlicher sein. Trotzdem steht schon wieder die Welt in Flammen und die Leute wissen nicht, wohin. Die Lösung kann doch nicht sein, all diese Menschen zu entwurzeln, Familien zu zerreißen und das Problem auf andere Länder abzuschieben, die nicht wissen, wohin mit ihnen.“

Das Lied Alive befasst sich mit der Lebensgeschichte seines Großvaters väterlicherseits. Im Zweiten Weltkrieg floh er mit seiner Familie in einem Pferdewagen vor der Roten Armee der Sowjetunion. Sie wurden weiter verfolgt und bekamen mit, wie hinter ihnen Menschen erschossen wurden. Über Bremerhaven gelang der Familie die Flucht nach Los Angeles. Weitere Themen auf dem Album sind Mobbing, Umweltschutz, Politik und Rassismus.

## Rezeption
Das deutsche Magazin Visions kürte A War Against You zum Album des Monats. Laut Frederik Tebbe hat die Band trotz der langen Pause seit dem letzten Album „nichts verlernt“ und „wieder einmal [ge]zeigt, wer den stadiontauglichen Punkrock erfunden hat“. Für Matthias Weckmann vom deutschen Magazin Metal Hammer ist A War Against You „eine höchst unterhaltsame, satte Hörerfahrung in der Schnittmenge aus Punk und Rock“. Das Album sei „ein echter Paukenschlag mit allem, was man von Ignite liebt“, wofür Weckmann sechs von sieben Punkte vergab. Peter Kubaschk vom Onlinemagazin Powermetal.de schrieb, dass A War Against You „die außergewöhnliche Stellung Ignites im Melodic Hardcore zementiert“. Die beiden Gitarristen zeigten, dass „man auch im Hardcore mit feinen Riffs und Soli glänzen kann“ und vergab neun von zehn Punkten.
A War Against You stieg auf Platz zwölf der deutschen Albumcharts ein. In Österreich belegte das Album Platz 26 und in der Schweiz Platz 55. Weitere Chartplatzierungen waren Platz 75 in den Niederlanden und Platz 36 im flämischen Teil Belgiens.
Die Redaktion des deutschen Onlinemagazin Powermetal.de wählte A War Against You zum neuntbesten Album des Jahres. Begin Again wurde zum zehntbesten Song des Jahres gewählt.